# Șvabi sătmăreni
Șvabii sătmăreni (în germană Sathmarer Schwaben) sunt un grup etnic german, parte a germanilor din România, care locuiește în județele Satu Mare, Sălaj și Maramureș, respectiv în județul Szabolcs-Szatmár-Bereg din Ungaria, pe teritoriul fostului Comitat Sătmar. Aceștia fac parte din grupul mai mare al șvabilor dunăreni și sunt în principal agricultori germani veniți aici în secolul al XVIII-lea din zona Oberschwaben (în prezent în landul Baden-Württemberg, Germania).

## Geografie
Așezările șvabilor sătmăreni sunt situate predominant la sud de râul Someș, pe tot teritoriul domeniilor grofilor Károlyi, respectiv în vecinătatea acestor teritorii. Cele mai importante așezări cu șvabi sătmăreni sunt (cu proporția germanilor conf. recens. 2002 între paranteze): Foieni (Fienen) (41,6%), Petrești (Petrifeld) (31,5%), Urziceni (Schinal) (22,5%), Beltiug (Bildegg) (15%), Tiream (Wiesenfeld) (14%), Căpleni (Kaplau) (9,6%),  Ardud (Erdeed) (6,4%) precum și în orașele Carei (Großkarol) (2,3% ; cel mai important oraș al șvabilor sătmăreni) și Satu Mare (Sathmar) (1,4%).
Câteva sate de șvabi sătmăreni sunt situate în Ungaria, precum Vállaj (Wallei) (39%), Mérk (4%) sau Zajta (Saiten).
Uneori sunt incluși și germanii bihoreni în acest grup.

## Originea șvabilor sătmăreni
Majoritatea șvabilor sătmăreni sunt originari din Württemberg, strămoșii lor fiind aduși aici de pe teritoriul aflat între Bodensee și cursul Dunării, numit și Șvabia de sus (Oberschwaben).

### Originea populației istorice
Conform cercetărilor lui István Vonház și Pál Teiszler, putem vorbi despre 30 de localități populate de șvabi sătmăreni, dintre care 9 sunt "omogene" din punctul de vedere a originii locuitorilor tradiționali (toți fiind de origine șvabă, indiferent de etnia declarată azi la recensăminte). În 8 sate trăiesc împreună descendenții unor grupuri de șvabi, maghiari și români, în 5 sate găsim populație mixtă de origine șvabă și maghiară, respectiv în 7 sate de origine șvabă și română. 
Sate șvabe omogene: Urziceni (Schinal), Petrești (Petrifeld), Dindeștiu Mic (Klein Dengldorf), Cămin (Kalmandi), Moftinu Mare (Großmaitingen), Ghilvaci (Gilwatsch), Rătești (Sagas), Beltiug (Bildegg)

Localități cu populație de origine șvabă și maghiară: Căpleni (Kaplau), Vállaj (Wallei), Mérk, Zajta (Saiten), Iojib

Localități cu populație de origine șvabă, maghiară și română: Ciumești (Schamagosch), Sanislău (Stanislau), Tiream (Wiesenfeld), Craidorolț, Ardud (Erdeed), Carei (Großkarol), Tășnad (Trestenburg), Santău

Localități cu populație de origine șvabă și română: Terebești, Mădăras (Madras), Sâi (Scheindorf), Socond (Grossokond), Șandra (Alexanderhausen), Borlești (Burlescht), Hurezu Mare

## Istoric
Primii șvabii sătmăreni au ajuns în Maramureș în 1712 în urma unei solicitări a contelui Alexander Károlyi care dorea repopularea zonei, devastată de războaie. Inițial aceștia trăiau în circa 40 de așezări, unele exclusiv germane, altele mixte. În comparație cu alte grupuri de germani colonizați în sud-estul Europei, șvabii sătmăreni nu au primit pământ, deoarece s-au stabilit pe domenii nobiliare. Astfel, ei au fost încă de la început constrânși la iobăgie.
Al doilea val de germani veniți în Maramureș a fost cel al țipțerilor, tot în secolul XVIII. Aceștia erau atât agricultori cât și meșteșugari și mineri. Venirea lor a adus o contribuție important la dezvoltarea economică a regiunii. Până la sfârșitul secolului, aici au mai venit și alte grupuri de coloniști germani, originari din Europa centrală și de vest. 
La mijlocul secolului al XIX-lea episcopul Michael Haas a întreprins demersuri pentru păstrarea identității șvabilor sătmăreni. În a doua jumătate a secolului al XIX-lea și mai ales la începutul secolului XX procesele de maghiarizare promovate de guvern au avut un mare impact asupra șvabilor sătmăreni, care cu timpul au adoptat limba maghiară că limbă maternă. După 1945 mulți șvabi au  emigrat în Germania. Totuși, comparativ cu alte grupuri de germani din România, emigrarea către Germania a fost mai redusă, această comunitate germană fiind singura din România despre care se poate vorbi că nu este amenințată cu dispariția.
În prezent șvabii sătmăreni, împreună cu celelalte grupuri de etnie germană din România, sunt reprezentați politic de FDGR (Forumul Democrat al Germanilor din România).

## Personalități
- Johann Scheffler (1887–1852), episcop martir
- Zita Funkenhauser (n. 1962), campioană olimpică
- Rita König (n. 1977), campioană olimpică
- Wolfram Benz, scriitor
- Josef Baber, compozitor
- Stefan Schmied, scriitor
- Maria Balogh, scriitoare